# Liceo Classico G.G. Adria
Il Liceo Classico G.G. Adria è una scuola superiore statale ad indirizzo Classico e Linguistico, sita in Mazara del Vallo.

## Storia

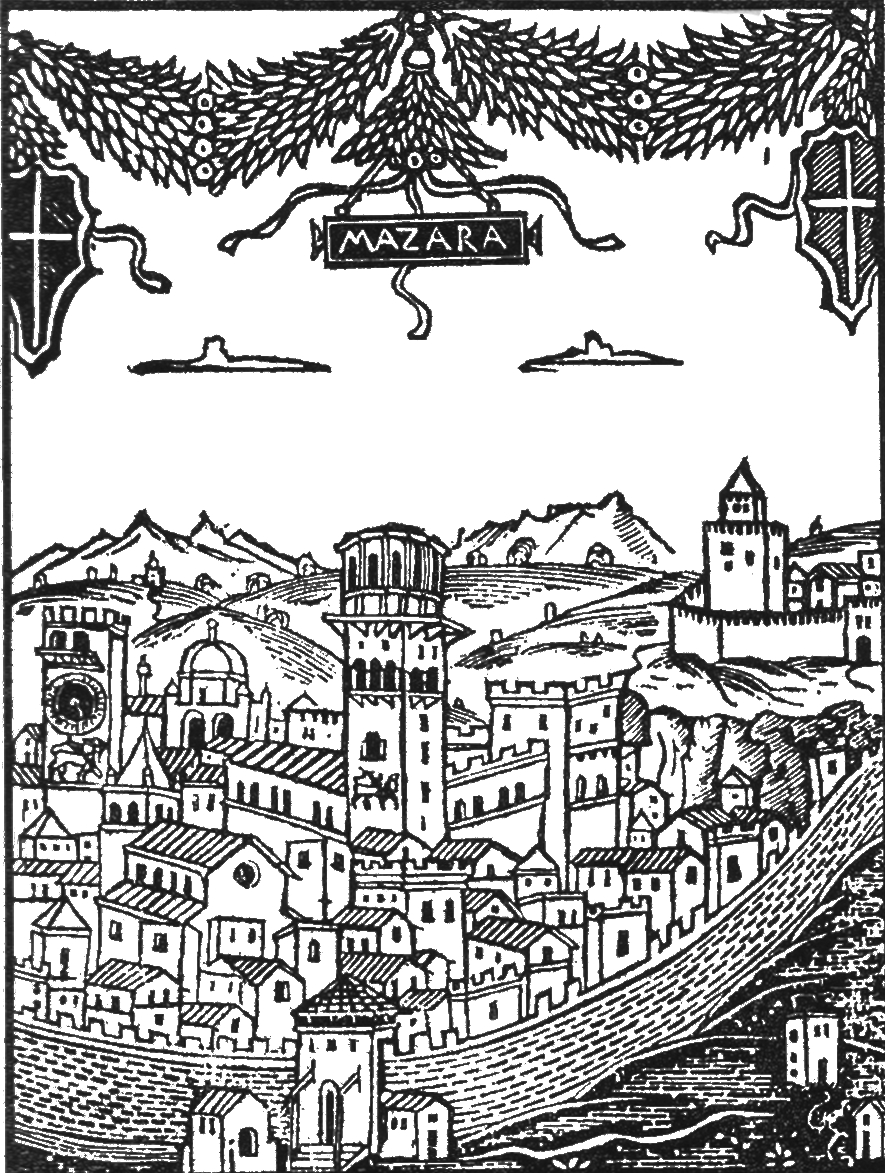
Mappa di Mazara del Vallo realizzata da Adria

Il Liceo Ginnasio mazarese ha origine dalla fusione del Regio Ginnasio, istituito nel 1863, e del Regio Liceo, istituito nel 1935, con la statizzazione del Liceo classico comunale, nato in Mazara del Vallo nel 1925 e parificato nel 1930. Don Gaspare Morello fu il fondatore e il primo preside del Liceo Classico.
Il 30 novembre 1935 il Collegio dei Professori del Regio Liceo Ginnasio sceglie per il nuovo istituto il nome dell'umanista mazarese Gian Giacomo Adria, al quale il Ginnasio era stato intitolato con Regio Decreto.
In seguito alla istituzione della Scuola Media, le classi del Ginnasio costituiscono la prima Scuola Media mazarese, che più tardi verrà intitolata a Luigi Pirandello. Questa Scuola Media, anche se risultava dall'ottobre 1940 un istituto a sé, fino al 30 settembre 1948 viene diretta dal Preside del "Gian Giacomo Adria”.
Il 1º ottobre 1957, nel Liceo «Gian Giacomo Adria» venne creata la sezione scientifica, che dal 1º ottobre 1972, diventerà autonoma, e costituirà il Liceo Scientifico Statale G.P. Ballatore di Mazara del Vallo.
Il 10 novembre 1963 viene solennemente celebrato il primo centenario del Ginnasio mazarese.
Il 12 dicembre 1975, il Consiglio d'Istituto, col parere favorevole del Collegio dei Docenti, delibera l'istituzione del Corso di lingua araba e cività islamica e lo intitola all'Immam al-Mazari, il mazarese più illustre del medioevo arabo islamico la cui tomba, a Monastir, è ancora venerata e meta di pellegrinaggi.

## Sede
Il Liceo Classico fu sito nel Palazzo del Collegio dall’inizio della sua attività, sino al 1981, anno in cui un forte terremoto scosse la città di Mazara del Vallo, e gli studenti vennero trasferiti nel campus della scuola media "Boscarino", nei plessi prefabbricati "Gela" e "Genova". Gli alunni ritornarono nella sede storica del Liceo Mazarese il 31 ottobre 1984, dove il Liceo rimase sino all'anno scolastico 1997/98, quando il piano nobile del Collegio dei Gesuiti fu dichiarato inagibile. Ad oggi condivide la sede con il Liceo Scientifico, essendosi i due indirizzi uniti nel "Liceo Adria-Ballatore".

## Patrimonio librario
Il Liceo Classico ha un patrimonio librario di notevoli dimensioni,  comprendente anche un archivio, dapprima contenuto nella Biblioteca della sede storica, adesso in parte contenuto nell’attuale sede contenente il Liceo Mazarese.

## Oggi
Ad oggi il Liceo, comprende l'indirizzo Classico e Linguistico, fa parte dell'"IISS Liceo G.G. Adria-G.P. Ballatore" che comprende anche l'indirizzo Scientifico Tradizionale, e l'indirizzo Scientifico op. Scienze Applicate.